# Jacobus Henricus van 't Hoff
Jacobus Henricus van 't Hoff (n. 30 august 1852, Rotterdam, Țările de Jos – d. 1 martie 1911, Berlin, Imperiul German) a fost un chimist neerlandez, laureat al Premiului Nobel pentru chimie în anul 1901, părintele fondator al stereochimiei, domeniu al chimiei care studiază structurile spațiale și repartizarea moleculelor și atomilor din diferitele elemente chimice.

## Motivația Juriului Nobel
„ca recunoaștere pentru cercetările extraordinare pe care le-a efectuat, prin descoperirea legilor dinamicii chimice și ale presiunii osmotice în soluții”.

## Date biografice
Jacobus Henricus van 't Hoff s-a născut la 3 august 1852 în Rotterdam. Tatăl său, care era de profesie medic, l-a introdus încă din copilărie în lumea fenomenelor naturale, iar el s-a dovedit a fi un mare amator al excursiilor prin natură, al studiului plantelor de la o vârstă foarte fragedă. Împotriva dorinței tatălui său, a ales să studieze chimia. La 17 ani se înscrie la cursurile Școlii Politehnice de la Delft, pe care absolvit-o în 1871. În 1872, pleacă la Bonn, în Germania, unde studiază până în primăvara anului 1873. După un an de studii la Paris cu profesorul Charles Adolphe Wurtz, se reîntoarce în Olanda unde și-a obținut doctoratul în 1874 cu Eduard Mulder, la Utrecht. În anul 1875 publică Chimia în spațiu, iar în 1884 Studii de dinamică chimică, o lucrare considerată revoluționară pentru vremurile sale. În 1896 devine profesor la Academia Prusacă de Științe de la Berlin.